# 八戸大火
八戸大火（はちのへたいか）とは、現在の青森県八戸市の中心街地域で起こった大火の総称である。
過去八戸市で起こった大火は、記録上では主に1864年、1888年4月、1924年5月16日に起こっているが、現在では、一般に八戸大火の名称を用いるときは1924年の大火を指す。本項ではこの1924年の大火を中心に述べる。

## 概要
八戸は江戸時代より中心街が火災に襲われていたが、特に戦前には江戸時代と比較して戸数が増加し、かなり密集地となっていた。このため、有史以来八戸で起きた大火の中で、1924年の大火が一番被害が生じたとされている。
1924年（大正13年）5月16日、八戸町（現・八戸市）で発生した火災は、死者4名、重軽傷者183名、被災戸数1,393棟、被災者6,957名、損害額750万円（現在価値で580億7250万円）の甚大な被害を及ぼした。

## 江戸時代～明治時代の大火
1924年以前に現在の八戸市中心市街地で発生した大火は以下の通りである。

### 1864年
1864年（元治元年）12月28日、八戸城下の廿三日町から発生した。火元にちなみ「清次郎焼け」とも言われている。被災家屋は家屋317棟、土蔵4棟、小屋43棟、天聖寺・来迎寺・本覚寺が焼失した。
- 被災区域 - 裏通りの町組町から十一日町まで焼失した。

### 1888年
1888年（明治21年）4月9日、八戸町廿六日町で発生した。火元にちなみ「莨屋（たばこや）焼け」とも言われている。被災家屋は312棟、土蔵79棟、小屋50棟にのぼる。
- 被災区域 - 裏通りは十一日町、表通りは三日町から十八日町まで焼失した。

## 1924年の大火

### 出火原因
火事は1924年（大正13年）5月16日午前0時50分に八戸町本鍛冶町（現在の神明宮裏）、経木職人のカマドの残り火から出火し、火は強い南西の風にあおられ延焼した。6時間にわたり八戸町内を焼き尽くした。
出火と同時に半鐘が連打され、八戸の消防組はもちろん、隣接の町村である尻内、三戸などからも消防隊の応援が駆けつけ、消防団員2,000人余りが出動し、蒸気ポンプ2台、腕用ポンプ49台で消火にあたった。しかし、ため池などの消防水利がほとんどなかった上、強風にあおられ、堤町から鳥屋部町に設けた第一次防御線が次々に破られて、かつてない程の大火になった。

### 被災区域
被災面積は当時の八戸町のおよそ半分以下、被災者も総人口の5分の2（40％）だったが、商工業の中心部を全部焼失したため、八戸町に壊滅的な打撃を与えた。詳細の被災区域は以下のとおりである。
廿三日町、十三日町、三日町、六日町、八日町、十八日町、廿八日町、塩町、下組町表通り、廿六日町、六日町、朔日町、十一日町、下大工町、柏崎新町の裏通りと鳥屋部町、鷹匠小路、長横町、岩泉町

### 被災した主な建物
この大火で、三戸郡役所、銀行など主要な建物が焼失した。
- 焼失した建物 - 三戸郡役所、東奥日報支局、盲人学校、第五十九銀行支店、盛岡銀行支店、八戸商業銀行、階上銀行、泉山銀行、錦座、八戸新聞社ほか
- 焼失を免れた建物 - 八戸町役場、八戸区裁判所、八戸警察署、八戸郵便局

### 被災者支援
大火発生後に青森県は青森市において「八戸町火災救護会」を組織し、被災者への低金利貸付を行った。この事業は1935年（昭和10年）10月まで続けられた。

### 大火後の復興
八戸大火の後、近代的な都市建設をしようとする復興計画が作成され、大火後、復興計画として道路の拡張計画が持ち上がった。しかし、関東大震災後であり、第一次世界大戦後の不況が重なったため、巨額の費用の問題が原因で火災前の道路の形状を事実上残す結果となった（第二次世界大戦中の空襲が終戦でかろうじて回避されたこともあり、現在に至るまで八戸市の中心街の道路形状は八戸藩時代からの城下町の形状を残している）。
また、復興需要で地価が高騰したことによって地主が地代を引き上げたために、大火前に居住していた住民は郊外への流出を余儀なくされた。一方で逆に八戸町に転入する者もあり、その多くは岩手県種市（現在の洋野町）から来た人々であった。大火後は洋風の建物や鉄筋コンクリートの建物が建てられるようになり、八戸市八日町の旧河内屋合名会社の社屋（国有形文化財）もその一つである。